# Jānis Ķipurs
Jānis Ķipurs (Kurmene, 3 gennaio 1958) è un ex bobbista lettone.
Prima della dissoluzione dell'Unione Sovietica (1991) ha gareggiato per l'Unione Sovietica, per la quale ha conseguito tutti i suoi più importanti risultati.

## Biografia
Ai XV Giochi olimpici invernali (edizione disputatasi nel 1988 a Calgary, Canada) vinse la medaglia di bronzo nel Bob a quattro con i connazionali Juris Tone, Guntis Osis e Vladimir Kozlov, partecipando per la nazionale sovietica, venendo superate da quella svizzera e dalla tedesca.
Il tempo totalizzato fu di 3:48.26 con un distacco di minimo rispetto alle altre classificate: 3:47.58 e 3:47.51 i loro tempi. Nella stessa edizione vinse anche l'oro nel bob a due in coppia con Vladimir Kozlov con un tempo di 3:53,48.
Inoltre ai campionati mondiali vinse una medaglia di bronzo nel 1989 e agli europei ottenne un oro (con Aivars Šnepsts) e un bronzo con Vladimir Aleksandrov, sempre nel bob a due.

## Palmarès

### Olimpiadi
- 2 medaglie:
  - 1 oro (bob a due a Calgary 1988);
  - 1 bronzo (bob a quattro a Calgary 1988).

### Mondiali
- 1 medaglia:
  - 1 bronzo (bob a due a Cortina d'Ampezzo 1989).

### Europei
- 2 medaglie:
  - 1 oro (bob a due ad Igls 1984);
  - 1 argento (bob a due a Cervinia 1987).